# ジェイソン・ヘルナンデス
ジェイソン・ヘルナンデス（Jason Hernandez、1983年8月26日 - ）は、アメリカ合衆国・ニューヨーク市出身のサッカー選手。プエルトリコ代表。ポジションはディフェンダー。

## 経歴

### クラブ

#### シートン・ホール大学
2001年から2004年にシートン・ホール大学でプレーしていた。また最後の2シーズンはチームキャプテンであった。

#### ニューヨーク・シティFC
2014 MLS エクスパンション ドラフトにてニューヨーク・シティFCから選ばれた。

#### トロント
2017年3月、トロントFCに移籍した。